# 志摩半島

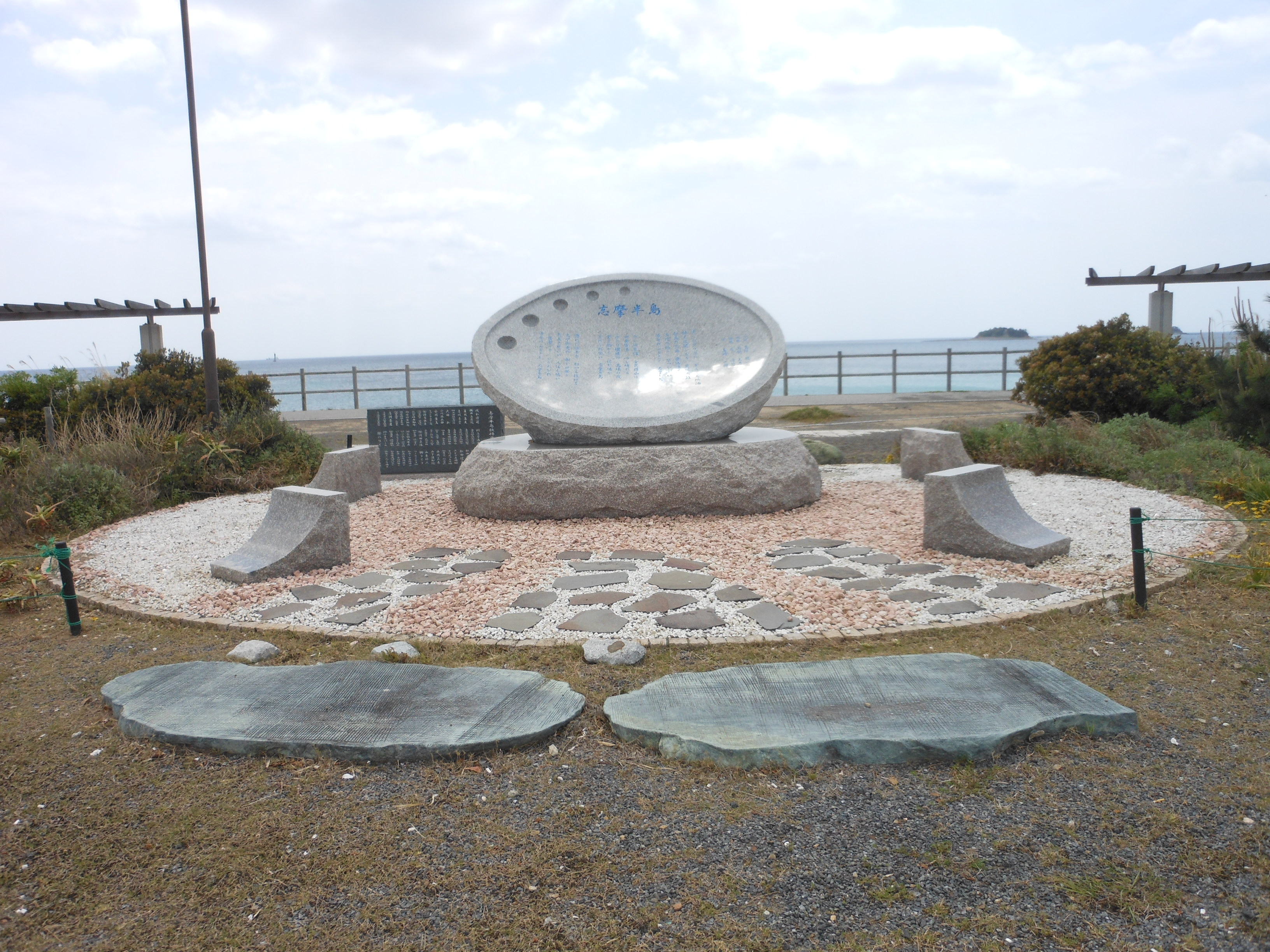
志摩半島歌碑，志摩綜合合運動公園

志摩半島（日语：／ Shima hantō */?）為日本三重縣中部的半島。南側為熊野灘、東側為遠州灘、北側為伊勢灣。古為志摩國。現在是的珍珠產地。

## 下屬半島
志摩半島下屬四個半島：
- 小浜半島（鳥羽市）：鳥羽港西。
- 安樂島半島（鳥羽市）：鳥羽港南。
- 大崎半島（志摩市）：英虞湾對面，大部分地皮屬娛樂場所合歡之鄉。
- 先志摩半島（志摩市）：又稱崎島、前島、先島半島。北面是英虞湾、南面是熊野灘，東側是深谷水道。

## 關聯
- 伊勢志摩國立公園
- 志摩地方